# Рогоклювые
Рогоклю́вые, или ширококлю́вые (лат. Eurylaimidae),  — семейство птиц из отряда воробьинообразных, выделяемое в отдельный подотряд. Делится на семь родов и десять видов. Рогоклювые обитают в тропических лесах и лесных регионах Африки, Южной и Юго-Восточной Азии. Их размер колеблется от 14 до 28 см. Это небольшие птицы с сильным, толстым клювом, короткими лапками и хвостом. У большинства видов хвост округлённый. Исключением является лишь длиннохвостый ширококлюв (Psarisomus dalhousiae). У них, как правило, пёстрое оперение, и существуют различия во внешнем виде между полами. Корм, в основном, состоит из фруктов, семян, насекомых и прочих беспозвоночных. Гнёзда рогоклювых по форме напоминают грушу и висят над водой, прикреплённые к ветвям деревьев. В отличие от остальных воробьинообразных, имеющих 14 шейных позвонков, у рогоклювых их 15. Кроме того, у них есть уникальные[какие?] сухожилия на лапках.

## Роды и виды
Международный союз орнитологов относит к семейстыу 7 родов и 10 видов:
- Ширококлювы Грауера (Pseudocalyptomena)
  - Pseudocalyptomena graueri — Ширококлюв Грауера, или зелёная ширококлювка
- Длиннохвостые рогоклювы (Psarisomus)
  - Длиннохвостый рогоклюв (Psarisomus dalhousiae)
- Бурые ширококлювы (Corydon)
  - Бурый ширококлюв (Corydon sumatranus)
- Sarcophanops
  - Филиппинский ширококлюв (Sarcophanops samarensis)[2]
  - Филиппинский золотогузый рогоклюв (Sarcophanops steerii)
- Серогрудые рогоклювы (Serilophus)
  - Serilophus rubropygius
  - Серогрудый рогоклюв (Serilophus lunatus)
- Краснобрюхие рогоклювы (Cymbirhynchus)
  - Краснобрюхий рогоклюв (Cymbirhynchus macrorhynchos)
- Золотогузые рогоклювы (Eurylaimus)
  - Яванский рогоклюв (Eurylaimus javanicus)
  - Чёрно-жёлтый рогоклюв (Eurylaimus ochromalus)

Ранее к этому семейству относили ещё два рода, позднее вынесенные в отдельное семейство Calyptomenidae:
- Пестробрюхие рогоклювы (Smithornis)
  - Рыжегрудый пестробрюхий рогоклюв (Smithornis sharpei)
  - Краснобокий рогоклюв (Smithornis rufolateralis)
  - Черноголовый пестрогрудый рогоклюв (Smithornis capensis)
- Зелёные рогоклювы (Calyptomena)
  - Малый зелёный рогоклюв (Calyptomena viridis)
  - Синебрюхий зелёный рогоклюв (Calyptomena hosii)
  - Большой зелёный рогоклюв (Calyptomena whiteheadi)